# Benjamin Brain
Benjamin Brain est un boxeur anglais combattant à mains nues né en 1753 à Bristol et mort le 8 avril 1794 à Londres.

## Carrière
Il commence sa carrière en 1774 et domine à cette occasion Jack Clayton. Brain bat ensuite Bob Harris, John Boone, William Corbally, Jack Jacombs et Tom Tring puis fait match nul contre William Hooper le 30 août 1790. Il devient champion d'Angleterre des poids lourds le 17 janvier 1791 à Wrotham en stoppant au 18e round Tom Johnson, titre qu'il conservera jusqu'en 1794, où il succombera à une cirrhose.

## Distinction
- Benjamin Brain est membre de l'International Boxing Hall of Fame depuis 1994[1].

## Référence
1. ↑  (en) Biographie sur le site de l'International Boxing Hall of Fame (ibhof.com)